# Bukovlje (Zreče)
Bukovlje (Duits: Bukole of Wukole) is een plaats in Slovenië en maakt deel uit van de gemeente Zreče in de NUTS-3-regio Savinjska. De plaats telde 228 inwoners op 1 januari 2020.